# Uma Visita de Alcibíades
Uma Visita de Alcibíades é um conto referente à coletânea Papéis Avulsos, de autoria do célebre escritor brasileiro Joaquim Maria Machado de Assis
A primeira versão do conto, de 1876, pode ser encontrada na coletânea de contos machadianos intitulada "Contos esparsos", organizada por Magalhães Junior. Explica o autor em suas Notas que se trata de um texto reformado a partir de um anterior que passou despercebido aos olhos do público.
Nessa obra elabora uma crítica reflexiva quanto aos costumes estéticos da sociedade contemporânea, caracterizando a tendência de Machado ao realismo literário. O conto apresenta ainda a primeira personagem espírita que consta na literatura brasileira – conquanto a doutrina não seja fielmente representada – , além do envolvimento desta com o estadista e político épico ateniense Alcibíades (450a.C. – 404a.C.), que volta à vida. A narrativa, sagaz e pormenorizada, é realizada no formato de uma carta escrita pelo desembargador espírita ao chefe de polícia da Corte (como traz o subtítulo da obra).

## Análise da trama
O princípio do conto se confunde com o início da elaboração de uma carta escrita por um desembargador X a um chefe de polícia. Empregado como efeito de originalidade e verossimilhança, tal recurso pôde trabalhar a humanidade do narrador – personagem desembargador – que, em estado de perplexidade, descreve aquilo que acabou de lhe acontecer naquela noite. Conta o redator que, enquanto aguardava pela hora do cassino, se envolveu na leitura de um tomo de Plutarco, revelando sua grande apreciação da cultura e dos textos gregos. Por fim, anuncia o desembargador que se pegou lendo sobre a vida do sobrinho de Péricles, o antigo ateniense Alcibíades. Começou a divagar sobre a figura do antigo ilustre, até se envolver em uma dúvida acerca da discrepância cultural dos séculos. Narra que, ao pôr seu olhar em suas calças de brim branco, no paletó de alpaca e nos sapatos de cordovão, imaginou qual seria a impressão do político Alcibíades se este se defrontasse com o vestuário moderno. Evidentemente, os trajes de um grego da Antiguidade, bem como sua perspectiva cultural, muito diferem dos padrões do século XIX. O desembargador explica em sua carta que há algum tempo se tornou espírita em razão de considerar as demais doutrinas como puras niilidades, não confiando, pois, em nenhuma delas. Defende o caráter promissor desta prática religiosa para a solução de problemas históricos, efetuando ele mesmo um canal comunicativo com Alcibíades: após alguns minutos, o grego respondeu ao seu chamado surgindo na sala do desembargador X. Depois de um breve momento de incredulidade e assombro, o homem se viu convicto de que estava perante o autêntico estadista histórico.
O ateniense se sentou em uma poltrona indagando qual seria o propósito de sua invocação. A conversa entre Alcibíades e o desembargador assume um rumo político, enquanto este enumerava notícias sobre Atenas, aquele o ouvia com atenção, olhando para o espelho esporadicamente –  demasiado vaidoso. Com algum tempo de prosa, o redator da carta escreve que depois do encanto que lhe foi proporcionado, uma ideia temerosa perturbou sua plenitude: se Alcibíades veio do mundo dos mortos ao seu encontro, é possível que os papéis se invertam, ou seja, o desembargador pode ter com ele à eternidade. Tão logo o pensamento invadiu sua mente, esse último logo tratou de tentar livrar-se do ateniense – nota-se aqui a caracterização psicológica da personagem que, consumida pelo medo ver sua existência ameaçada, se empenha na manutenção do momento presente. Convicto da veracidade de sua conjectura, o desembargador inventou que precisava ir a um baile. Alcibíades o questiona o que seria um baile e o anfitrião espírita o esclarece destacando as mutações das culturas e dos paradigmas através dos séculos. Distingue as duas épocas afirmando que os deuses da mitologia estão todos mortos na modernidade. O ateniense põe-se a cismar, indignado ante tais revelações. Tratava-se de um hipócrita: embora não se importasse com o desaparecimento da cultura teísta, simulava uma grande decepção. Por fim, concluiu que, antes de partir, deveria acompanhar o dono da casa até o baile, com o intuito de comparar os costumes das duas épocas.
Ansioso para se ver livre do hóspede ameaçador, o desembargador X se esquiva; almejando sair só para ir até a delegacia relatar o fato, alegava com todo o respeito que as demais pessoas no baile o tachariam de doido ou de alguma espécie de comediante, uma vez que suas vestes davam margem para semelhantes preconceitos. Para resolver a questão, o grego propôs que fosse ao baile vestido à maneira do século, perguntando ao anfitrião se este não dispunha de alguns trajes normais (que obedecem à norma da época) para lhe emprestar. Planejando despistar Alcibíades fora de casa, o redator da carta escreve ao chefe de polícia que decidiu emprestar a roupa. Ao se levantar para ir se trocar, entretanto, causou de fato uma forte impressão em Alcibíades que, atônito, não tirava os olhos do par de calças do desembargador, denominando a peça como canudos de pano. Dá-se o primeiro grande choque cultural no conto. Machado de Assis desenvolve aqui o ponto culminante de sua crítica à efeméride de uma tendência estética que assume uma forma insignificante quando submetida às transformações dos séculos. São postos lado a lado dois indivíduos igualmente vaidosos e defensores de suas respectivos valores culturais. O olhar distanciado de um observador alheio a época gera o estranhamento sentido por Alcibíades ao perceber as calças do desembargador. Deste modo pode-se inferir que Machado articula a proposta da perspectiva, revelando que nenhuma época ou etnia pode pronunciar-se como detentora da realidade absoluta, posto que o conceito de verdade é perfeitamente maleável, adequando-se a diversos povos e épocas distintas, conforme a situação histórica em pauta. Segue o exemplo da discordância entre as personagens enquanto o desembargador se troca para o suposto baile sob a observação e comentários do anacrônico Alcibíades:
“— Canudos pretos! exclamou ele.
Eram as calças pretas que eu acabava de vestir. Exclamou e riu, um risinho em que o espanto vinha mesclado de escárnio, o que ofendeu grandemente o meu melindre de homem moderno. Porque, note V. Exa , ainda que o nosso tempo nos pareça digno de crítica, e até de execração, não gostamos de que um antigo venha mofar dele às nossas barbas. Não respondi ao ateniense; franzi um pouco o sobrolho e continuei a abotoar os suspensórios. Ele perguntou-me então por que motivo usava uma cor tão feia...”
O próprio conceito de belo não pode ser comum entre ambos, bem como os acessórios estéticos: no momento em que o anfitrião começa a laçar sua gravata, o político reage vigorosamente contra o primeiro supondo que ele se mataria enforcado. O laço ao redor do pescoço, um simples adorno para o homem moderno, é um indício de suicídio segundo a ótica da Antiguidade. Eis aqui o exemplo contundente fornecido por Machado para demonstrar a relatividade dos hábitos; surge a crítica aos conceitos dogmáticos do homem ocidental, que julga sua cultura como realidade e é intransigente quanto ao conceito de civilização, voltando-o exclusivamente para si. A atitude de Alcibíades quanto à gravata revela que a cultura moderna  pode ser tão "estranha" – ou inconcebível – quanto qualquer outra quando sujeitada a uma perspectiva externa. Fundamentam-se as bases para o entendimento do problema discórdia entre nações e etnias diferentes.
“— Estás completo? perguntou-me ele.
— Não: falta o chapéu.
— Oh! venha alguma coisa que possa corrigir o resto! tornou Alcibíades com voz suplicante. Venha, venha. Assim pois, toda a elegância que vos legamos está reduzida a um par de canudos fechados e outro par de canudos abertos (e dizia isto levantando-me as abas da casaca), e tudo dessa cor enfadonha e negativa? Não, não posso crê-lo! Venha alguma coisa que corrija isso. O que é que falta, dizes tu?”
É importante notar que, até o fim, Alcibíades fomenta sua esperança de que seu passado possa surgir como herança em meio a todas aquelas vestes modernas. No entanto, quando o desembargador coloca o chapéu, o ateniense olha, fica atordoado e cai morto pela segunda vez. Provavelmente, sua vaidade não pôde suportar a pressão do colapso cultural ao testemunhar a total extinção de seus costumes. Finalmente, o desembargador X justifica a redação da carta ao chefe de polícia, pedindo que o cadáver seja transportado ao necrotério para a realização do corpo delito. Conclui a carta (e, consequentemente, o conto) escrevendo que se encontra em profundo abalo emocional e que só amanhã de manhã, antes das oito irá ter com o chefe destinatário. Simples elementos empregados para a composição do simulacro.

## Para conhecer mais
- Machado de Assis
- Alcibíades
- Realismo
- Helenismo